# Changé (Mayenne)
Changé ist eine französische Gemeinde mit 6482 Einwohnern (Stand: 1. Januar 2022) im Département Mayenne in der Region Pays de la Loire. Sie gehört zum Arrondissement Laval und zum Kanton Saint-Berthevin. Die Bewohner werden Changéens und Changéennes genannt.
Die Gemeinde erhielt 2022 die Auszeichnung „Vier Blumen“, die vom Conseil national des villes et villages fleuris (CNVVF) im Rahmen des jährlichen Wettbewerbs der blumengeschmückten Städte und Dörfer verliehen wird.

## Geographie
Changé liegt als nördlicher Vorort von Laval am Fluss Mayenne.
Nachbargemeinden von Changé sind Saint-Germain-le-Fouilloux im Norden, Saint-Jean-sur-Mayenne im Nordosten, Louverné im Osten, Bonchamp-lès-Laval im Südosten, Laval im Süden und Saint-Berthevin im Südwesten, Le Genest-Saint-Isle im Westen und Saint-Ouën-des-Toits im Nordwesten.
Durch die Gemeinde führt die Autoroute A81 von Rennes nach Le Mans.

## Geschichte
989 wurde der Ort als Calgiacum erwähnt.

## Bevölkerungsentwicklung
| Jahr      | 1962 | 1968 | 1975 | 1982 | 1990 | 1999 | 2006 | 2019 |
| Einwohner | 1319 | 1414 | 2002 | 2889 | 4323 | 4909 | 5261 | 6209 |

## Sehenswürdigkeiten

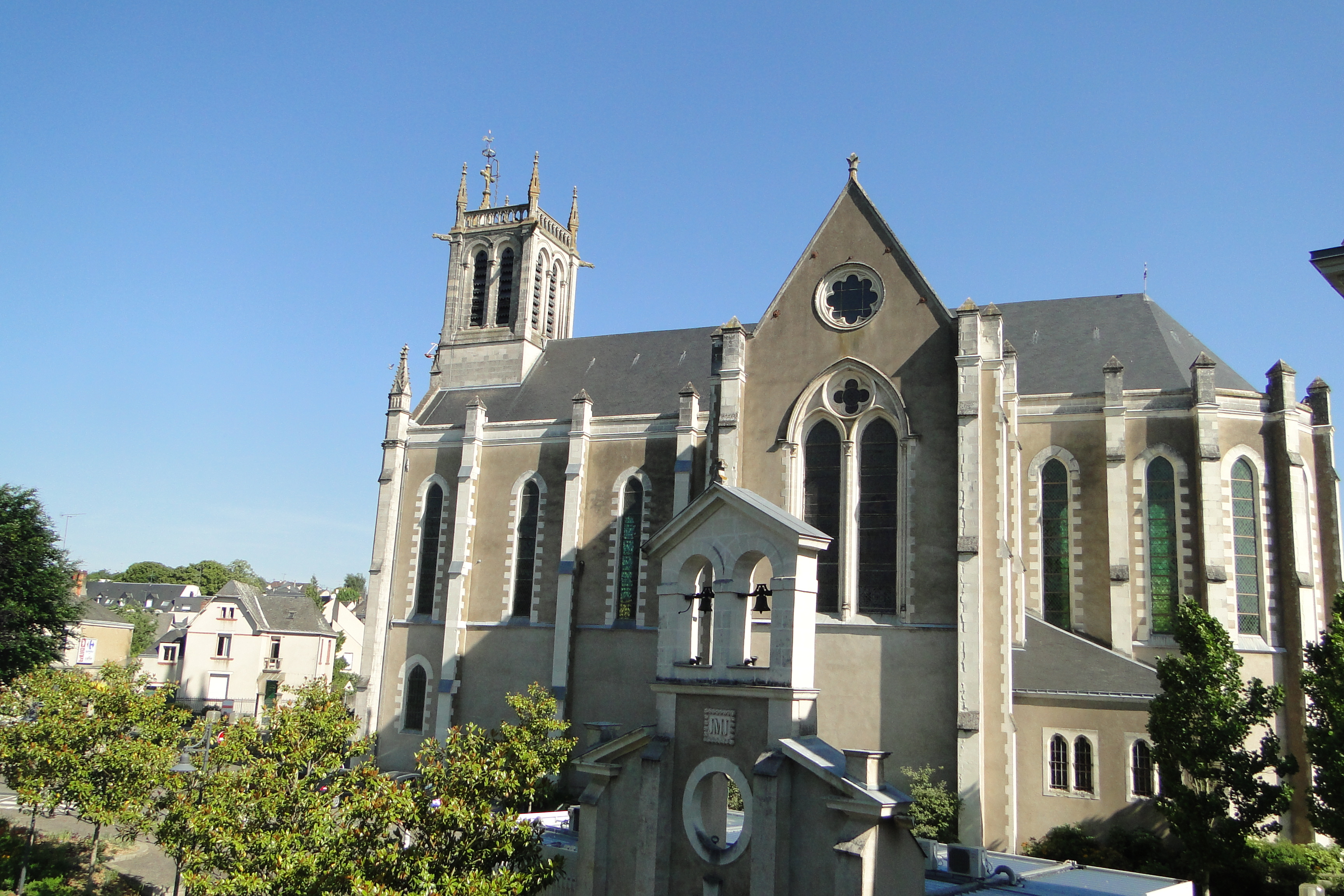
Kirche Saint-Pierre

- Kirche Saint-Pierre aus dem 19. Jahrhundert mit Glockenturm aus dem 18. Jahrhundert
- Château de Changé
- Park des Odines

## Städtepartnerschaft
Mit der deutschen Stadt Ichenhausen in Bayern besteht seit 1994 eine Partnerschaft. 